# Ефетов, Марк Симович
Марк Си́мович (Семёнович) Ефе́тов (25 ноября [8 декабря] 1907, Одесса, Херсонская губерния — 30 июля 1996, Москва) — русский советский писатель

 и журналист.

## Биография
Родился 25 ноября (8 декабря) 1907 года в Одессе в караимской семье работника порта Симы Марковича Ефетова и Султан Исааковны Бабаджан. Учился в Ришельевской гимназии, где подружился на много десятилетий с В. Катаевым. Окончил семь классов железнодорожной профшколы.
Рано оставшись без отца, 17-летним юношей стал работать: вначале на прокладке железной дороги, затем на Дальнем Востоке, где трудился на стройках в Комсомольске-на-Амуре, на Спасском цементном заводе. В 1928 году приехал из Одессы в Москву и работал в редакции газеты «Гудок». Часто был в командировках, объездил почти всю страну. Также печатался в газете «За индустриализацию», в журналах «Красная новь» и «Октябрь». По рассказу М. Ефетова «Диспетчер Рогаткин» в 1940 году был снят короткометражный фильм «На путях» с Н. Крючковым в главной роли.
Невоеннообязанный. С июля 1941 — корреспондент газеты «Литература и искусство», с 1942 — спецвоенкор Совинформбюро. В период обороны Москвы написал две книги об участии железнодорожников в Великой Отечественной войне.
Награждён медалями. Лауреат конкурсов на лучшую книгу для детей (1950, 1957). За книгу «Полоса чудес» (1950), суммарный тираж которой в отечественных изданиях составил более двух миллионов экземпляров, был удостоен звания «Почётный железнодорожник».
Член Союза писателей СССР с 1942 года. После войны работал в газете «Гудок». В разные годы произведения Ефетова входили в школьные программы для внеклассного чтения.
Умер 30 июля 1996 года в Москве, где и был похоронен в закрытом колумбарии Нового Донского кладбища.

### Семья
- Жена — Юдифь (Дита) Григорьевна Ефетова (урожд. Миркина; 1907—?), юрист, дочь инженера Григория Натановича и Розы Лазаревны Миркиных[14].

- Дочь — Тамара Марковна Ефетова (1937—2021), журналист, корреспондент редакции Московского телевидения.

- Сестра — Мария Семёновна Ефетова[3].

## Сочинения
- Мозг завода. М., 1930
- Победа водников Севера. М., 1932 (Страна должна знать своих героев)
- Путь нефти. М., 1932 (Большевистские темпы — водному транспорту)
- Золотой фонд. М., 1935
- Годы одного города: Районный город Подольск. М., 1939
- Малая сталинская: Дневник молодого машиниста. М., 1939; Л., 1939
- На берегу двух рек: Районный город Коломна. М., 1939
- Город на Клязьме: Районный центр Орехово-Зуево. М., 1941
- Крепость на колесах. М., 1942
- Настоящие хозяева. М., 1942
- Бережливые люди. М., 1943
- Молодые мастера. М., 1943
- Надя из отряда Буря: Рассказ о партизанской жизни студентки Московского медицинского института, Героя Советского Союза Надежы Троян. М., 1945 (Герои-москвичи)
- Рабочая слава. М., 1945 (Стахановцы военного времени)
- Машинист первого класса. М., 1946 (Герои Социалистического Труда)
- Ткачиха Мария Волкова. М., 1946
- Павел Алексеевич Кабанов. М., 1947 (Герои Социалистического Труда)
- Мост победы. М., 1949
- Полоса чудес. М.; Л., 1950
- Поезд идет. М., 1951
- Капитаны степных кораблей. М., 1954
- Флаг на мачте. М., 1954
- Горячие дни. М., 1957
- Детские железные дороги: Фотоальбом. М., 1957
- Девочка из Сталинграда: Рассказ. М., 1958
- Ключ дружбы. М., 1958
- Ветер в лицо: Рассказы. М., 1959
- Улица Порт-Саида. М., 1960
- Валдайские колокольцы: Рассказ. М., 1961
- Самый скорый: Маленьким о большом. М., 1961
- Света и Камила. М., 1961 (Школьная библиотека)
- Тельняшка — моряцкая рубашка. М., 1962
- Тревожная ночь: Повести и рассказы. М., 1962
- Граната в ушанке. М., 1964
- Морские камни: Повесть. М., 1965
- Автомат и скальпель: Повесть. М., 1967 (Твои ровесники. Пятидесятый год Советской власти)
- Три повести. М., 1967
- Звери на улице: Повесть. М., 1968
- Игорь — якорь: Повесть. М., 1971
- 58 дней в огне: Повесть. М., 1971 (Ровесник)
- У высокой лестницы: Повесть. М., 1974
- Письмо на панцире: Повесть. М., 1976
- Земля отцов — земля детей: Из хроники Нечерноземья. М., 1978 (Библиотека юношества)
- Земля Новгородская: Повесть. М., 1983